# أبو المسك كافور
 أبو المسك كافور الإخشيدي الليثي الصوري(292 - 357 هـ / 905 - 968 م): كان رقيقا، ربما من الحبشة، اشتراه الإخشيدي ملك مصر سنة 312 هـ فنسب إليه، وأعتقه فترقى عنده. وأصبح رابع حكام الدولة الإخشيدية في مصر والشام، كان الحاكم الفعلي لمصر منذ 946 م بعد وفاة محمد بن طغج وأصبح كافور سنة 966 م واليا على مصر حيث حكمها ثم توسع إلى بلاد الشام دام حكمه لمدة 23 عاماً وهو صاحب الفضل في بقاء الدولة الإخشيدية في مصر.

## حياته
اشتراه في عام 923 م محمد بن طغج مؤسس الأسرة الإخشيدية كأحد الرقيق من الحبشة، وكان مخصي وأسود اللون، ولم يكن كافور وسيماً بل كان دميماً قبيح الشكل مثقوب الشفة السفلى مشوه القدمين بطيئاً ثقيل القدم، فوقع في يد أحد تجار الزيوت فسخره في شؤون شتى. وقاسى كافور الأمرين ولقي الكثير من العنت من سيده. حتى إذا خرج من تحت قبضة سيده ووقع في يد محمود بن وهب بن عباس الكاتب، فعرف كافور السبيل نحو القراءة والكتابة فنفض يديه متاعب المعصرة وأدران الزيت فالسيد الجديد ابن عباس الكاتب هذا كان موصولاً بمحمد بن طغج ويعرفه منذ كان قائداً من قادة تكين أمير مصر وقتها وقبل أن يصبح ابن طغج على حكم مصر. حمل كافور هدية من مولاه إلى ابن طغج، عينه الإخشيد كمشرف على التعاليم الأميرية لأبنائه، ورشحه كضابط في الجيش. كان يفضل البقاء والإخلاص لسيده ليس طمعا في إرثه أو هداياه كما فعل بقية الناس، وعندما انتبه سيده لذكائه وموهبته وإخلاصه جعله حرا وأطلق سراحه. أرسل كافور كقائد عسكري في عام 945 م لسوريا، كما أرسل ليقود حملات أخرى في الحجاز، كما أن له خلفية بالترتيبات والشؤون الدبلوماسية بين الخليفة في بغداد والأمراء الإخشيديين.
أصبح الحاكم الفعلي لمصر منذ 946 م بعد وفاة محمد بن طغج (كوصي على العرش) وتوفي في القاهرة كما أنه دفن في القدس. على الرغم من أن المؤرخين وصفوه بأنه حاكم عادل ومعتدل، إلا أن شهرته ارتبطت بالقصائد الساخرة الموجهة ضده من قبل المتنبي الشاعر الأكثر شهرة عربيا.

## رعايته للأدب
اكتسب شعبية بين العلماء والأدباء ويجد راحته مع العلماء والشعراء. وكان يحيط نفسه برجال الدين وأكرمهم بالكثير من الهدايا. وعرف برعاية المهرجانات وقام المتنبي أحد أشهر الشعراء المعاصرين له بمدحه، ومع ذلك لم يكافئه أبو المسك بمنصب رفيع ولم يمنحه الهدايا المنشودة فسخر منه وهجاه، وكان من أشهر أبيات الشعر التي هجا بها المتنبي كافورا:
ذكر أن وفاته يوم الثلاثاء لآخر عشرة من جمادى الأولى من سنة سبع وخمسين وثلاثمائة بمصر وذكر بعضهم أن وفاته كانت يوم الثلاثاء بعد الزوال، كتب على قبر كافور الإخشيدي بمصر في الجص منقوش:
وأيضا قصيدة:

## حكمه
ارتبط بزوغ كافور في الدولة الإخشيدية بالظروف السياسية لهذه الدولة، فقد استطاع أن يدير دفة الدولة عقب وفاة محمد بن طغج الإخشيد، حيث إن أنوجور (محمود) بن محمد بن طغج كان لا يزال صبيًا في الخامسة عشرة من عمره، ويروي أن كافور لم يكن ليتيح لأونوجور هذا الفرصة كي يمرن نفسه على الحكم فيفيد منه ولم يكن ليدعه يظهر للناس حتى لا يعرفونه، أفل نجم أونوجور سريعاً ليسطع نجم كافور الذي دعا له الخطباء على المنابر دون أونوجور، في الوقت الذي كان ينال فيه أونوجور ما خصصه له كافور من مال بلغ أربعمائة ألف دينار في العام.
وآلت الأمور لكافور الذي ملك السلطة والمال في يده، وضاق الأمر بأونوجور وقتها فترك العاصمة وادعى بأنه سيخرج للهو والصيد، فاتجه إلى ناحية الرملة بأرض [فلسطين] ليمكن نفسه ويجمع شتات من حوله ومن هم برمون بأبي المسك، وفي قرارة نفسه ونيته انتزاع ما سُلب من ملكه، ولكن أماً لأونوجور كانت أبصر من ابنها رأت بأن الضجر بكافور لم ينته إلى قلوب كثيرة من ذوي النفوذ، والجند على الدوام رهن بأرزاقهم يعطون قلوبهم حيث يضمنونها، ورأت أن ما في خزائن ابنها لا يكفي فهو شيء قليل لا يكاد أن يكفي ما هم طامعون فيه، فحذرت ابنها من مغبة الهزيمة، ورأت في الوقوف إلى جانب أبي المسك مزية ومكسباً لأسرتها، وهنا نجد أن كافور قد تنازل عن جانب من كبريائه وبطيب خاطر كتب لأونوجور يسترضيه ويمنيه، ولكن الملك الصغير كان قد نسي مسألة الملك هذه وقنع بما يصله من دريهمات، وهنا أصبحت الأمور جادة وبقي كل شيء في يدي أبي المسك من جديد، وظل الأمر هكذا حيث مات أونوجور عن عمر يناهز الثلاثين عاماً وذلك في سنة تسع وأربعين ومائتين من الهجرة عاش منها كافور في ظل أونوجور سلطاناً حقيقياً ممسكاً بكل مقاليد الحكم مدة أربعة عشرة عاماً، وقيل أن كافور دس له السم ليستريح منه وليزيحه من طريقه، فتولى من بعده أخوه علي بن الإخشيد الذي كانت نفسه تمتلئ رعباً من سطوة كافور وشدة بأسه، وكافور يعطي لعلي بن الأخشيد مثلما كان يعطيه شقيقه أونوجور في السابق، ولكن السلطة التي قبض عليها كافور بشدة جعلته يُضيق الخناق عليه فلم يتركه يظهر للشعب مما جعل الصبي ينحدر إلى حياة اللهو والدعة ثم اتجه للانقطاع للعبادة يجد فيها سلواه، حتى إذا أرهقته العبادة شمر عن ساعديه ليبحث عن حقه المسلوب يطلبه، فما كان من كافور إلا أن عجل بموته بعد أن دس له السم أيضاً.
ولم يحصل كافور على تفويض من قبل الخلافة العباسية. بيد أنه لم يواجه اعتراضًا من قبلها، وكان يلقب بالأستاذ، ويكنى بأبي المسك، وكانت السياسة الخارجية لكافور استمرارًا لسياسة محمد بن طغج الإخشيد في الحفاظ على علاقة متوازنة مع كل من العباسيين والفاطميين.
وبصفة عامة، فقد كان قريبًا من قلوب المصريين لكونه سخيًا كريمًا؛ وينظر بنفسه في قضاء حوائج الناس والفصل في مظالمهم، وفي عهده اتسع نشاط دعاة الفاطميين في مصر.

## كافور والمتنبي
شغل أبو المسك كافور دولة بني الإخشيد قرابة واحداً وعشرين سنة أو تزيد كانت هذه الدولة قد دام حكمها لمصر مدة أربعاً وثلاثين عاماً، عاش كافور يدبر أمور الحكم في الدولة مع مولاه، حتى قيل أن هذه الدولة ما حكمت بقدر ما كان الحكم فيها لكافور ذاته، بل ويمكن القول أن دولة بني الإخشيد هي التي سوت الطريق وجعلته ممهداَ ليفتح سبيل حكم مصر أمام هذا الرجل، الذي ملأ مكانه كما لم يملأه أحد من قبله، حتى أنه شغل شعرائها فنجد شاعراً بقامة أبي الطيب المتنبي مدح كافور فأنصفه، وحين انقلب عليه وهجاه لم ينصفه، فحين مات كافور ودُفن بالقدس بعد أن حُمل جثمانه إلى هناك وجد مكتوباً على شاهده شعراً للمتنبي قال فيه :
وكان من أشهر أبيات الشعر التي هجا بها المتنبي كافورا: